# Jan Jaroš (teolog)
Jan Jaroš (18. ledna 1909, České Budějovice – 21. března 1985 České Budějovice) byl český katolický kněz, redemptorista, vysokoškolský pedagog, právník, kanonista a teolog.

## Život
Středoškolské vzdělání získal na gymnáziu Valeriána Jirsíka v Českých Budějovicích, kde v roce 1928 maturoval. Stal se členem kongregace redemptoristů. Vysokoškolského vzdělání se mu pak dostalo v učilišti redemptoristů v Obořišti, které dokončil v roce 1933. Na kněze byl pak vysvěcen následně po studiích v roce 1933. Získal doktorát obojího práva v Římě na fakultě Apollinaris (Papežská lateránská univerzita), po předložení disertační práce s názvem: Impedimenta matrimonialia apud Bulgaros Unitos, kdy byl v roce 1937 promován. Pro velký význam disertace v letech 1937–1945 se stal docentem na Papežské lateránské univerzitě v Římě s doživotní perspektivou. Ze zdravotních důvodů se však vrátil v roce 1945 do vlasti. V letech 1945–1950 měl přednášky práva na bohosloveckém učilišti redemptoristů v Obořišti. V letech 1950–1955 pobýval v centralizačních táborech pro řeholníky. Od roku 1955–1969 vykonával zaměstnání pomocného dělníka, od 18. ledna 1969 byl ve starobním důchodu.
Díky své odbornosti se stal konsultor vatikánské komise pro revizi Kodexu kanonického práva. V roce 1961 byl odsouzen pro trestný čin podvracení republiky, který byl prominut amnestií prezidenta republiky v roce 1962 a zahlazen rozsudkem v roce 1971. Dne 24. listopadu 1971 byl jmenován lektorem církevního práva na Římskokatolické Cyrilometodějské bohoslovecké fakultě v Praze se sídlem v Litoměřicích (CMBF), pobočce v Olomouci pro rok 1971–1972. 26. července 1972 byl jmenován na fakultě lektorem církevního práva pro rok 1972–1973. V listopadu 1972 byl jmenován odborným asistentem pro církevní právo, s účinností od 1. listopadu 1972 a s pověřením, aby v rámci svého úvazku přednášel i na pobočce v Olomouci. Pro malou postavu a řídkost vlasů byl bohoslovci přezdíván Hříbeček. Působení na CMBF bylo ukončeno k 30. června 1976. Zemřel 21. března 1985 a pohřben byl v Českých Budějovicích.